# Fantastyka naukowa

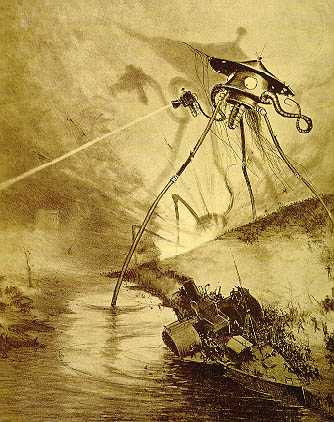
Inwazja Marsjan z powieści Wojna światów (1898) autorstwa H.G. Wellsa

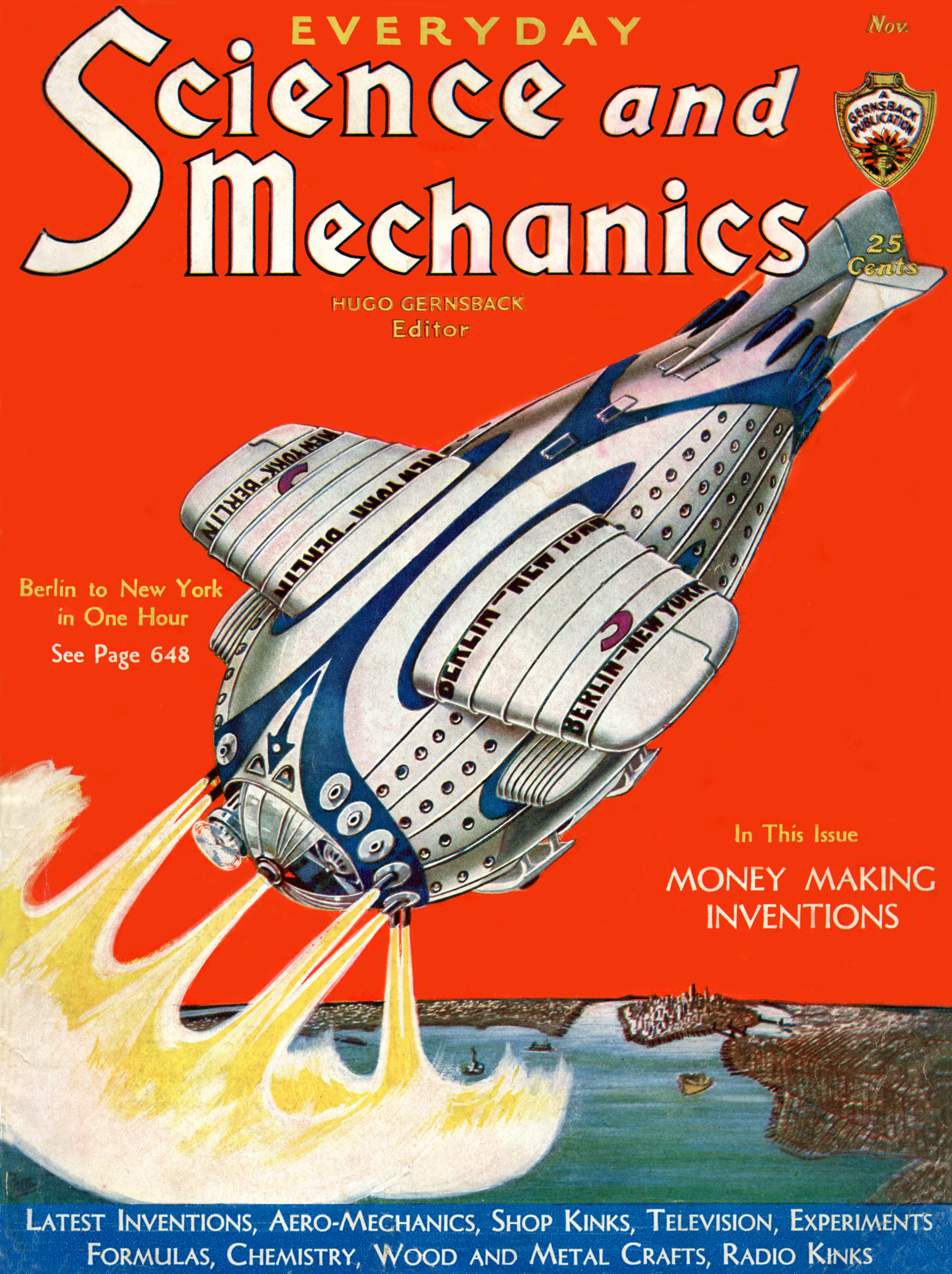
„Z Berlina do Nowego Jorku w mniej niż godzinę!” – okładka magazynu Everyday Science and Mechanics z 1931

Fantastyka naukowa (ang. science fiction, w skrócie sci-fi, s.f. lub SF) – gatunek literacki, filmowy oraz gier komputerowych o fabule osnutej na przewidywanych osiągnięciach nauki i techniki oraz ukazującej ich wpływ na życie jednostki lub społeczeństwa. W świecie przedstawionym utworów nie występują elementy cudowności, a także przestrzega się zasad prawdopodobieństwa. Razem z fantasy i horrorem, fantastyka naukowa zaliczana jest do fantastyki.
Anglojęzyczny termin science fiction został spopularyzowany w latach dwudziestych XX wieku przez amerykańskiego wydawcę Hugo Gernsbacka.
Fantastyką naukową zajmują się nie tylko historia literatury i krytyka literacka, ale także socjologia, psychologia i futurologia. Wizje przyszłych światów są też interesujące z punktu widzenia politologii.

## Definicja
Fantastyka naukowa jest gatunkiem trudnym do jednoznacznego zdefiniowania. W 1953 Isaac Asimov określił ją jako „gałąź literatury zajmującą się wpływem rozwoju nauki na istoty ludzkie”, jednak nie ogranicza się ona jedynie do opisu kwestii postępu naukowego i jego konsekwencji. Współcześnie gatunek charakteryzuje się wielką różnorodnością formalną i tematyczną. W dużym uproszczeniu: Postaci mają możność korzystania z wynalazków, które nie zostały wynalezione w dniu wydania utworu. Np. wehikuł czasu, teleporter, pojazdy zdolne do prędkości nadświetlnej, pojazdy napędzane antygrawitacją, sztuczna grawitacja, broń laserowa, etc.
Fantastyka naukowa najczęściej (lecz niekoniecznie) opisuje wydarzenia umiejscowione w przyszłości wobec czasów autora i opiera się na hipotetycznym rozwoju nauki i techniki. Utwór fantastycznonaukowy zawiera zwykle takie cechy jak: neologizmy związane z rozwojem techniki, przedstawienie obcych cywilizacji, opis pozytywnych lub tragicznych społecznych i politycznych skutków wynalazków technicznych i odkryć naukowych, wizje możliwych dróg rozwoju ludzkości. Ważną zasadą jest brak sprzeczności realiów świata przedstawionego ze współczesnym autorowi stanem wiedzy o nauce i technice. Jak to określa Antoni Smuszkiewicz, „science fiction wymaga, aby przy wprowadzaniu motywów fantastycznych zostały zachowane pozory respektowania aktualnie obowiązujących reguł prawdopodobieństwa”.
Najbardziej charakterystyczne motywy utworów fikcji naukowej to umiejscowienie akcji na innych planetach lub na pokładzie statku kosmicznego, podróż w czasie, kontakt z obcą cywilizacją lub obrona planety przed zagrożeniem z kosmosu. Akcja utworów fikcji naukowej może się jednak również toczyć w całości na Ziemi w przewidywanej odległej przyszłości lub w nieznacznie tylko zmodyfikowanych realiach współczesnych, czy też w czasie równoległym do naszej rzeczywistości. Bywa także, że spora część akcji toczy się w przeszłości (jak w Linii czasu Michaela Crichtona).
Samuel R. Delany proponuje określić fantastykę naukową jako literaturę mówiącą o „tym, co się nie zdarzyło” („events that have not happened”). Obszary tematyczne fantastyki naukowej wyznaczają rozmaite odmiany tej sytuacji. „To, co się nie zdarzyło, ale mogłoby się zdarzyć” opisuje SF futurologiczna i spekulacyjna (speculative fiction), skoncentrowana na technologii; „to, co się jeszcze nie wydarzyło” – fantastyka utopijna lub dystopijna (Nowy wspaniały świat, Rok 1984 etc.); „to, co się nie wydarzyło w przeszłości” jest przedmiotem dzieł traktujących o światach równoległych lub alternatywnych. Przedstawienie „tego, co się nie zdarzy”, to z kolei według Delaneya dziedzina science-fantasy. O tzw. if fiction pisał również Theodore Strugeon. Z kolei Pierre Versins uznawał ją za racjonalną hipotezę.
Kingsley Amis podaje własną definicję: „SF jest klasa narracji prozatorskiej przedstawiającą sytuacje, które nie mogłyby się zdarzyć w świecie, jaki znamy, ale są hipotetycznie postulowane na podstawie jakiegoś odkrycia naukowego lub technicznego, albo pseudonaukowego lub pseudotechnicznego, pochodzenia ziemskiego lub pozaziemskiego”. Ten sam autor pisze innym razem: „s-f przedstawia z prawdopodobieństwem ludzkie skutki spektakularnych zmian w naszym otoczeniu, zmian albo wprowadzonych celowo, albo losowych”.
Arthur C. Clarke we wstępie do swoich dzieł zebranych, napisanym w czerwcu 2000, zadając pytanie „Czym właściwie jest fantastyka naukowa?” odpowiada żartobliwie: próby zdefiniowania fikcji naukowej będą kontynuowane tak długo, jak długo ludzie będą pisać prace doktorskie. Zgadza się jednak z definicją zaproponowaną przez jednego z doktorantów, Damona Knighta – „fantastyka naukowa to to, na co wskazując mówię: To jest fantastyka naukowa”.
Polski badacz Andrzej Zgorzelski wywodzi fantastykę naukową od utopii i wskazuje na określone konwencje gatunkowe, które pozwalają na jej scharakteryzowanie. Zaznacza, że umiejscowienie fabuły w przeszłości i jej „naukowy” charakter nie wystarczają, by określić przynależność gatunkową dzieła. Wymienia trzy modele, od których fantastyka naukowa zapożycza najczęściej swoje konwencje: fikcyjna historia, powieść przygodowa (w tym detektywistyczna), powieść grozy. Zwraca jednak uwagę, że świat przedstawiony utworów fantastyki naukowej jest pozbawiony elementów fantastyczności (nadnaturalnych, wywołujących zdumienie i przerażenie postaci), zracjonalizowany i „uzwyczajniony”, opisywany w sposób zbliżony do powieści realistycznej. W opinii Zgorzelskiego, konwencja fantastyki naukowej opiera się przede wszystkim na sygnałach językowych, które wskazują czytelnikowi, z jakim tekstem ma do czynienia (sygnałami tymi są np. tytuły, zdania początkowe, imiona postaci, żargon naukowy).

## Podgatunki
Fantastyka naukowa posiada bardzo wiele podgatunków. Wśród nich można wymienić:

- afrofuturyzm
- antropologiczna fantastyka naukowa
- biopunk
- czarne science fiction
- chrześcijańska fantastyka naukowa
- climate fiction
- komediowa fantastyka naukowa
- cyberpunk
- dieselpunk
- fantastyka militarna
- fantastyka postapokaliptyczna
- fantastyka socjologiczna
- feministyczna science fiction
- tech noir
- libertariańska fantastyka naukowa
- Mundane science fiction(inne języki)
- romans planetarny
- solarpunk
- space opera
- space western
- steampunk
- umierająca Ziemia

## Literatura

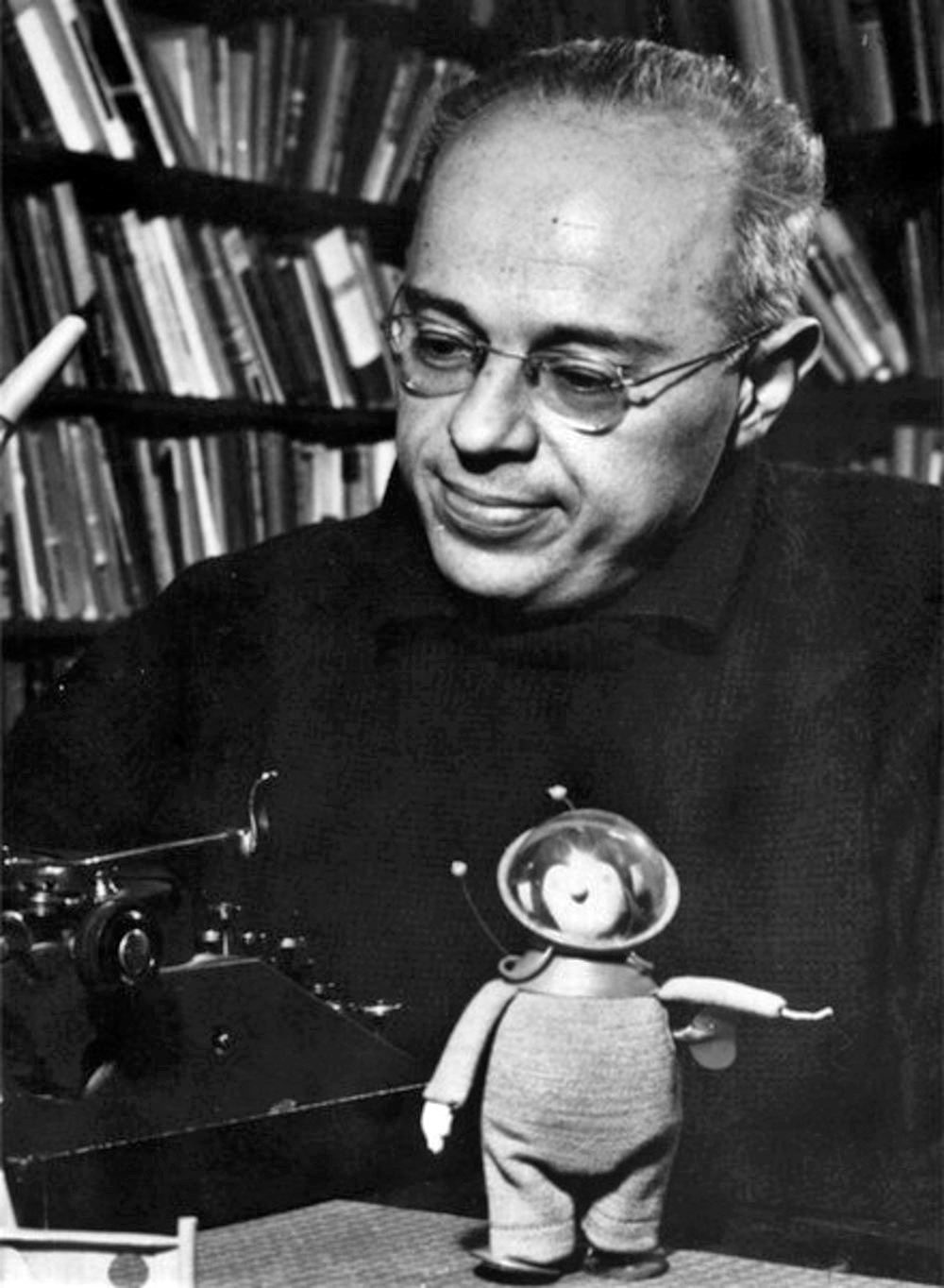
Stanisław Lem

Za wczesnych prekursorów literatury fantastycznonaukowej uznać można XVII-wiecznego pisarza i awanturnika francuskiego Cyrana de Bergerac, opisującego podróże do utopijnych krain znajdujących się na Księżycu i na Słońcu oraz XVIII-wieczne powieści Micromégas Voltaire’a czy L’An 2440 Merciera.
W początkach XIX w. gatunek reprezentuje Frankenstein Mary Shelley, jednak dla jego rozwoju bardziej znaczące są lata 60. XIX wieku, co związane jest z rozwojem zarówno powieści przygodowej, jak i techniki. Najważniejszym autorem tego okresu jest Jules Verne. Jego utwory, jak np. Pięć tygodni w balonie (1863), Podróż do wnętrza Ziemi (1864), Dwadzieścia tysięcy mil podmorskiej żeglugi (1869), opisują wykorzystanie istniejących już bądź zakładanych wynalazków technicznych (balon, łódź podwodna), inne przedstawiają futurystyczne wizje – Paryż w XX wieku (1863) – czy podróże kosmiczne: Wokół Księżyca (1869).
Dzieje w zasadzie już XX-wieczne otwiera H.G. Wells z Wehikułem czasu (1895), Wyspą doktora Moreau (1896) i Wojną światów (1898). W XX wieku powieść fantastycznonaukową rozwijał m.in. czeski pisarz Karel Čapek, autor utworów Krakatit i Fabryka absolutu. Oba okazały się prorocze wobec wykorzystania energii jądrowej. Čapek jest też autorem dramatu R.U.R., który wprowadził do języków świata słowo robot.
W latach trzydziestych i czterdziestych gatunek najdynamiczniej rozwijał się w USA, dzięki popularnym wydawnictwom – przede wszystkim „Amazing Stories” i „Astounding Stories of Super-Science” – publikującym utwory czołowych ówczesnych twórców, takich jak John W. Campbell, Robert A. Heinlein, Isaac Asimov, Theodore Sturgeon czy A.E. van Vogt. Wśród pisarzy brytyjskich wyróżnić należy za to autorów tworzących dystopijne obrazy totalitarnych społeczeństw: Aldousa Huxleya (Nowy wspaniały świat) i George’a Orwella (Rok 1984).

### W Polsce
Tradycję polskiej fikcji naukowej stworzyli Jerzy Żuławski (w trylogii księżycowej z lat 1903–1911: Na srebrnym globie, Zwycięzca, Stara Ziemia), a także Władysław Umiński (Na drugą planetę z 1895) i Antoni Lange (W czwartym wymiarze z 1912 i Miranda z 1924). Słynnymi polskimi pisarzami SF byli Stanisław Lem oraz Janusz A. Zajdel.

### Nagrody
anglojęzyczne:
- Hugo
- Nebula
- Nagroda Locusa
- Nagroda Campbella
- Nagroda Jupitera
- Damon Knight Memorial Grand Master Award
- Nagroda im. Arthura C. Clarke’a
- Nagroda Pielgrzyma
- Theodore Sturgeon Award
- Nagroda im. Philipa K. Dicka
- Nagroda Prometeusza
- Nagroda Jamesa Tiptree Jr.

polskie:
- Nagroda im. Janusza A. Zajdla
- Śląkfa
- Nagroda Nautilus
- Nagroda Sfinks
- Złota Sepulka

## Film

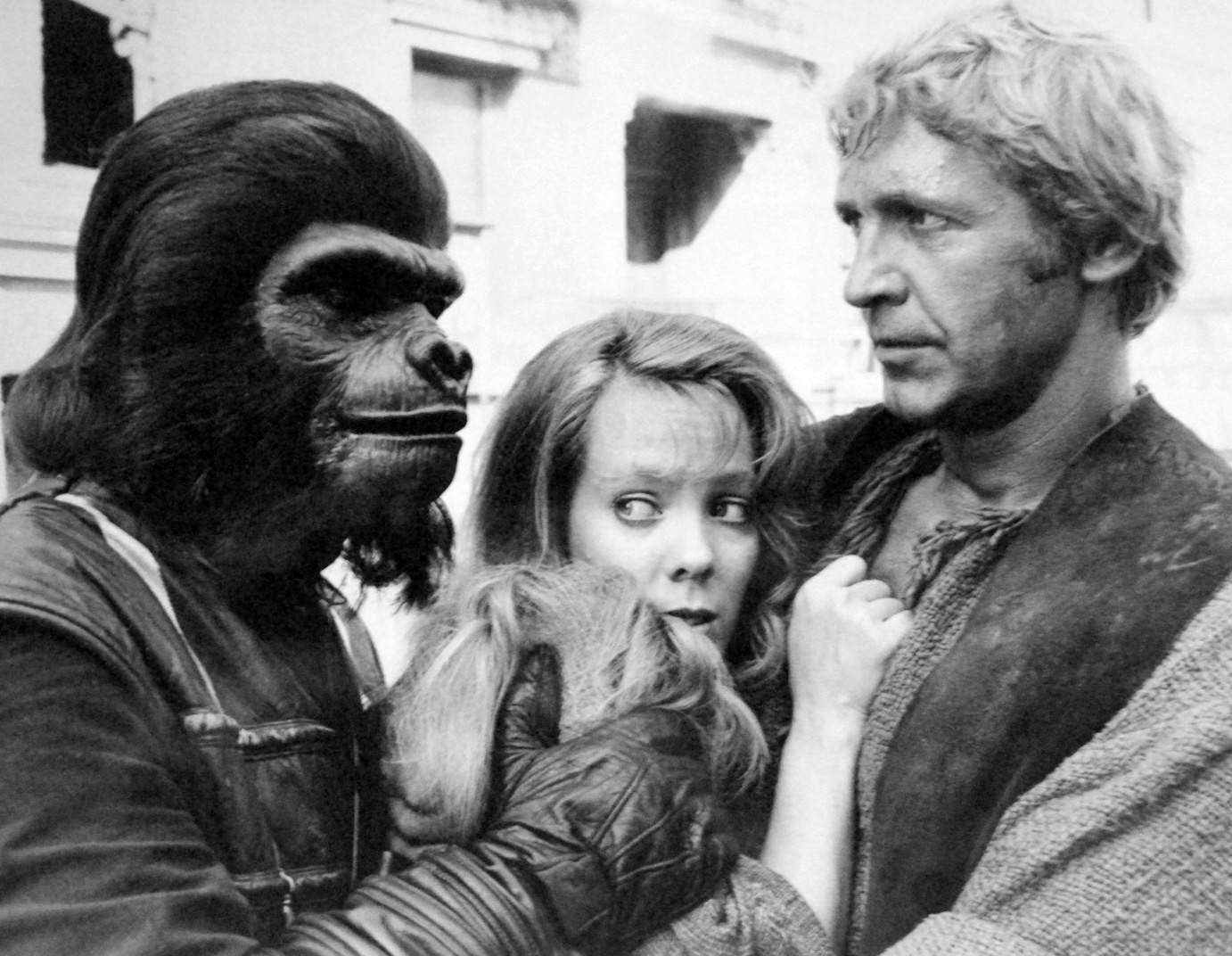
Kadr z serialu Planeta Małp z 1974

Do najważniejszych filmów zaliczanych do fantastyki naukowej należą: 2001: Odyseja kosmiczna Stanleya Kubricka wraz z kontynuacją 2010: Odyseja kosmiczna, na podstawie powieści Arthura C. Clarke’a oraz Łowca androidów (oryg. Blade Runner) Ridleya Scotta na podstawie powieści Philipa K. Dicka Czy androidy marzą o elektrycznych owcach? (ang. Do Androids Dream of Electric Sheep?), a także ekranizacje epickiej prozy Franka Herberta: Diuna (1984) i późniejsza, dwuczęściowa adaptacja – Diuna (2021) i Diuna: Część druga (2024). Znanym dziełem jest także rozpoczęty w 1979 cykl Obcy. Na uwagę zasługują także Bliskie spotkania trzeciego stopnia (1977) Stevena Spielberga, Coś (1982) Johna Carpentera, Terminator (1984) Jamesa Camerona, Matrix (1999) w reżyserii rodzeństwa Wachowskich i seria Gwiezdne wojny stworzona przez George’a Lucasa.
Przykładem przeniesionej na ekrany polskiej SF jest film Solaris (1972) w reżyserii Andrieja Tarkowskiego oparty na powieści Stanisława Lema z 1961 o tym samym tytule. Polskim filmem tego gatunku jest komediowa Seksmisja w reżyserii Juliusza Machulskiego.
W rozwoju filmowej fantastyki ważną rolę odegrały też seriale telewizyjne: Star Trek, Babilon 5, Battlestar Galactica, Kosmos 1999, Gwiezdne wrota, Doktor Who.

## Malarstwo
SF zainspirowało także wielu grafików i malarzy. Niektórzy niemal wyłącznie poświęcili się kreowaniu świata przyszłości, m.in.:
- Jim Burns
- Chris Foss
- Hans Rudolf Giger

## Muzyka
- Eloy
- Gong
- Hawkwind
- Iron Maiden, płyty Somewhere in Time oraz Seventh Son of a Seventh Son
- Star One
- Voivod
- Coheed and Cambria
- gatunek muzyczny space rock